# Christopher Gorham
Christopher Gorham (Fresno, Califòrnia, 14 d'agost del 1974) és un actor estatunidenc. Va anar al Roosevelt School of the Arts per poc després llicenciar-se en cinema i teatre en el UCLA. Està casat amb l'actriu Anel Lopez-Gorham i té tres fills: Lucas (2001), Ethan (2003) i Alondra Cecilia Lopez (2009).

## Filmografia
- Buffy the Vampire Slayer (1998)
- Dean Quixote (1999)
- Felicity (sèrie de televisió, 4a temporada)
- Popular (1999-2001, sèrie de televisió)
- A Life Less Ordinary (1997)
- The Other Side of Heaven (2001)
- Odissey 5 (2002)
- Jake 2.0 (2003, sèrie de televisió)
- Medical Investigation (2004, 1999-2001)
- Gone, un viaje que no olvidarás (2007)
- My Girlfriend's Boyfriend (2010)
- Ugly Betty(Henry Grubstick, (2006, sèrie de televisió, fins al final de la 3a temporada)
- Harper's Island (2008)
- Covert Affairs (2010, sèrie de televisió)
- Answer this! (2011)
- Once Upon a Time (2014, sèrie de televisió, 3a temporada)